# Diehl BGT Defence
Diehl BGT Defence GmbH & Ko KG — немецкая оборонная компания, занимающаяся производством оружия. Подразделение Diehl Stiftung GmbH (штаб-квартира в Юберлингене). Diehl BGT Defence производит, в основном, ракеты и боеприпасы.
Компания основана в 2004 году в результате слияния Bodenseewerk Gerätetechnik GmbH и Diehl Munitionssysteme GmbH & Co. KG.
В 1960 Bodenseewerke Gerätetechnik стал основным европейским производителем американских ракет воздух-воздух Sidewinder AIM-9B. На базе опыта, полученного при производстве Sidewinder, в Diehl разработали новую головку самонаведения для новой ракеты воздух-воздух ближнего боя — IRIS-T. Эта ракета имеет большую эффективность, чем Sidewinder.
IRIS-T заказана Luftwaffe и воздушными силами других европейских стран. Diehl планировал поставить до 4,000 ракет IRIS-T к 2011 году.
Diehl Aerospace GmbH, подразделение Diehl BGT Defence, производит авионику для компаний Airbus и Eurofighter GmbH.
В настоящее время в Diehl BGT Defence работает около 1800 человек, а в Diehl Aerospace — 1200. В головной Diehl Stiftung GmbH — около 11,000 работников.
Diehl BGT Defence иногда критикуют за производство кластерных бомб и пехотных мин.

## Продукция
- AIM-9 Sidewinder
- IRIS-T
- IRIS-T SL / IRIS-T SLS (в проекте en:MEADS)
- AGM ARMIGER
- LFK NG
- PARS 3 LR
- GMLRS
- RIM-116 RAM
- RBS-15[2]
- IDAS[2] (ракета, запускаемая с подводных лодок, планируется для Подводных лодок проекта 212А)
- Барракуда (суперкавитационная торпеда)[2]
- EUROSPIKE
- HOPE/HOSBO
- SMART-Ammunition
- Panzerfaust 3
- Camcopter S-100[2]

## Галерея

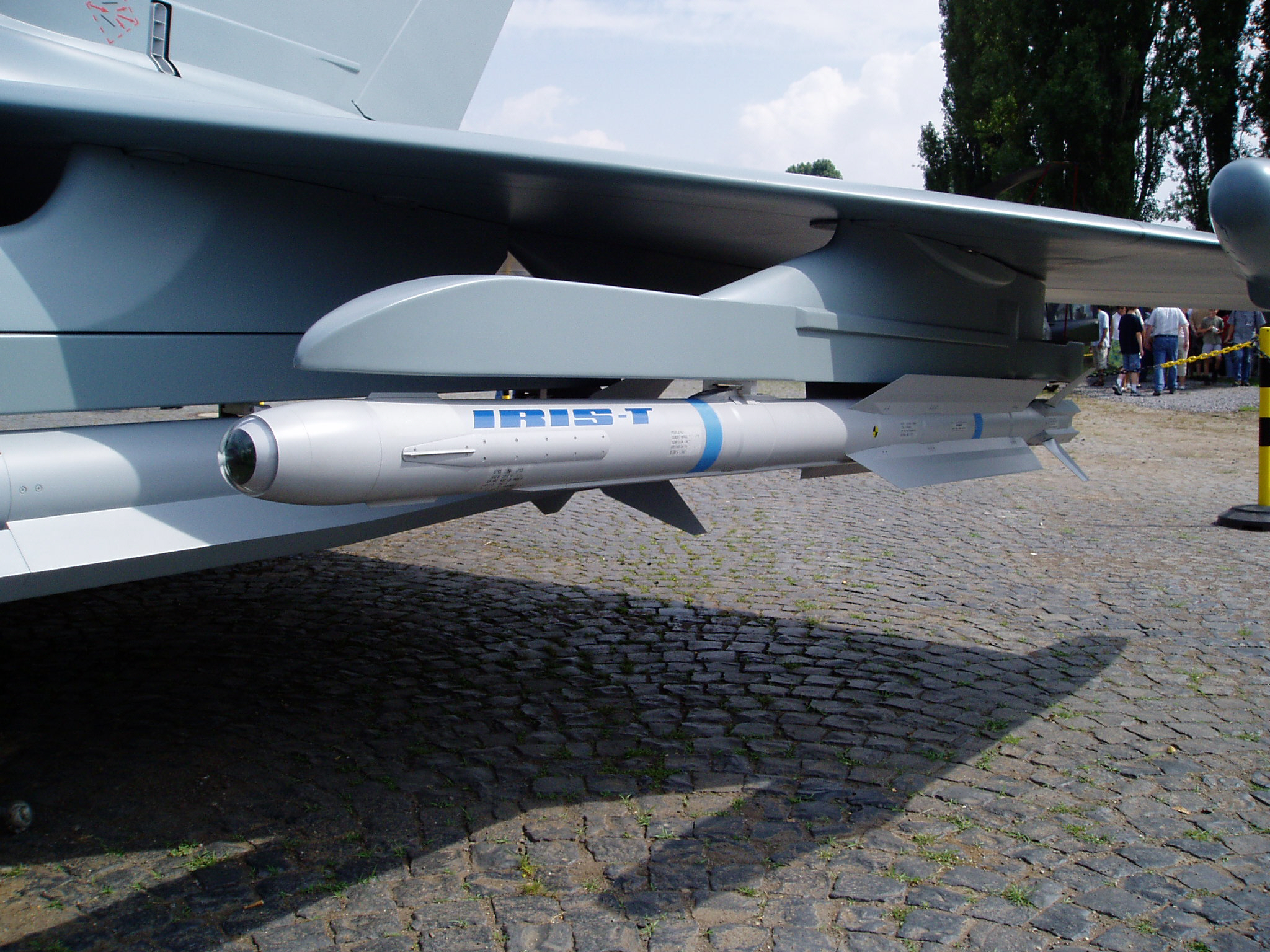
IRIS-T
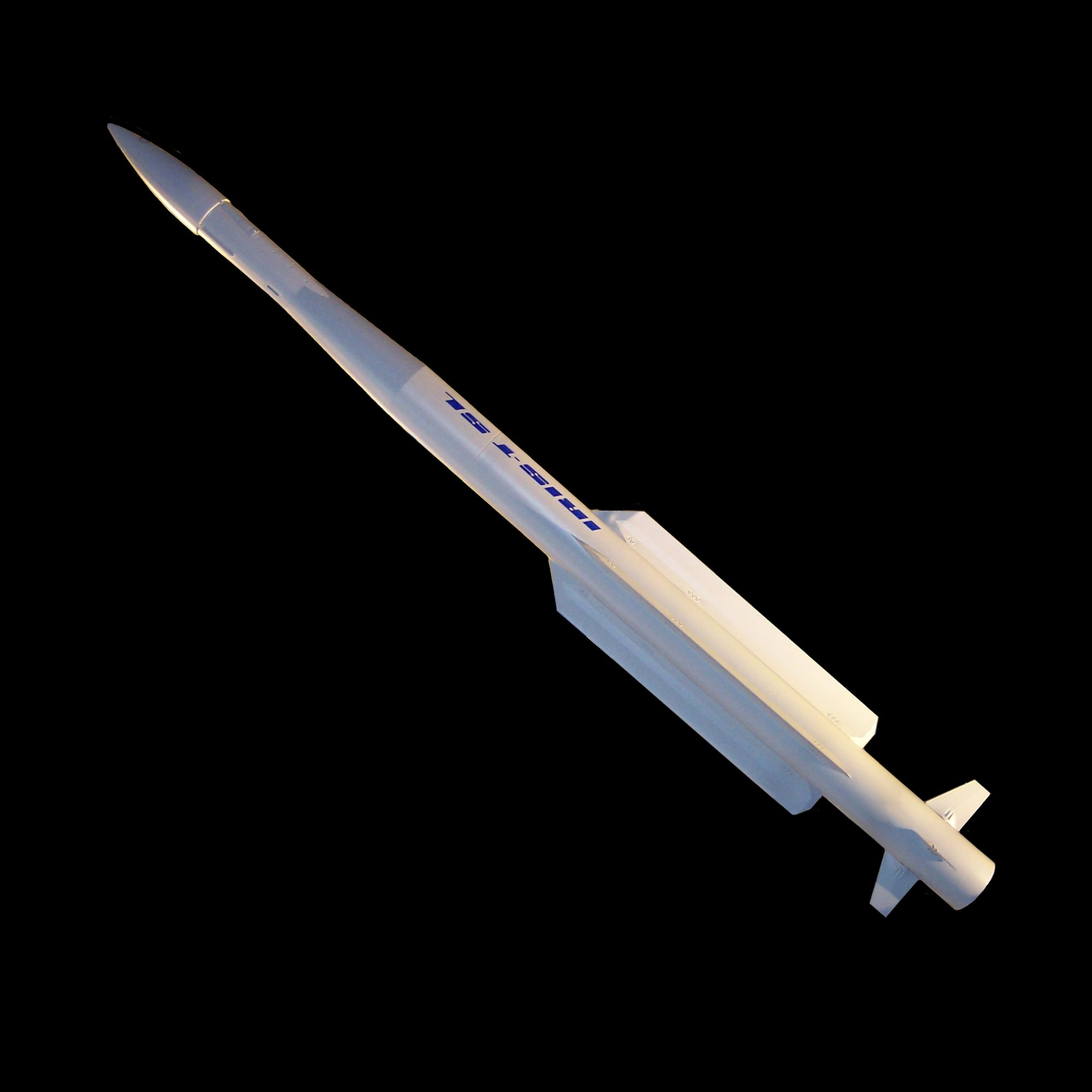
IRIS-T SL
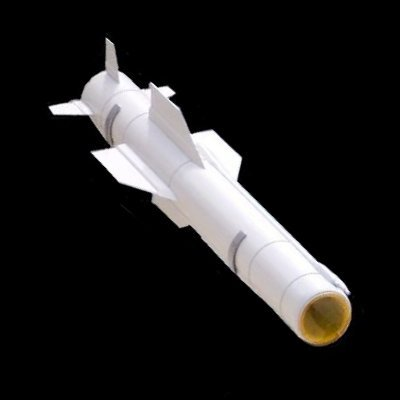
PARS 3 LR
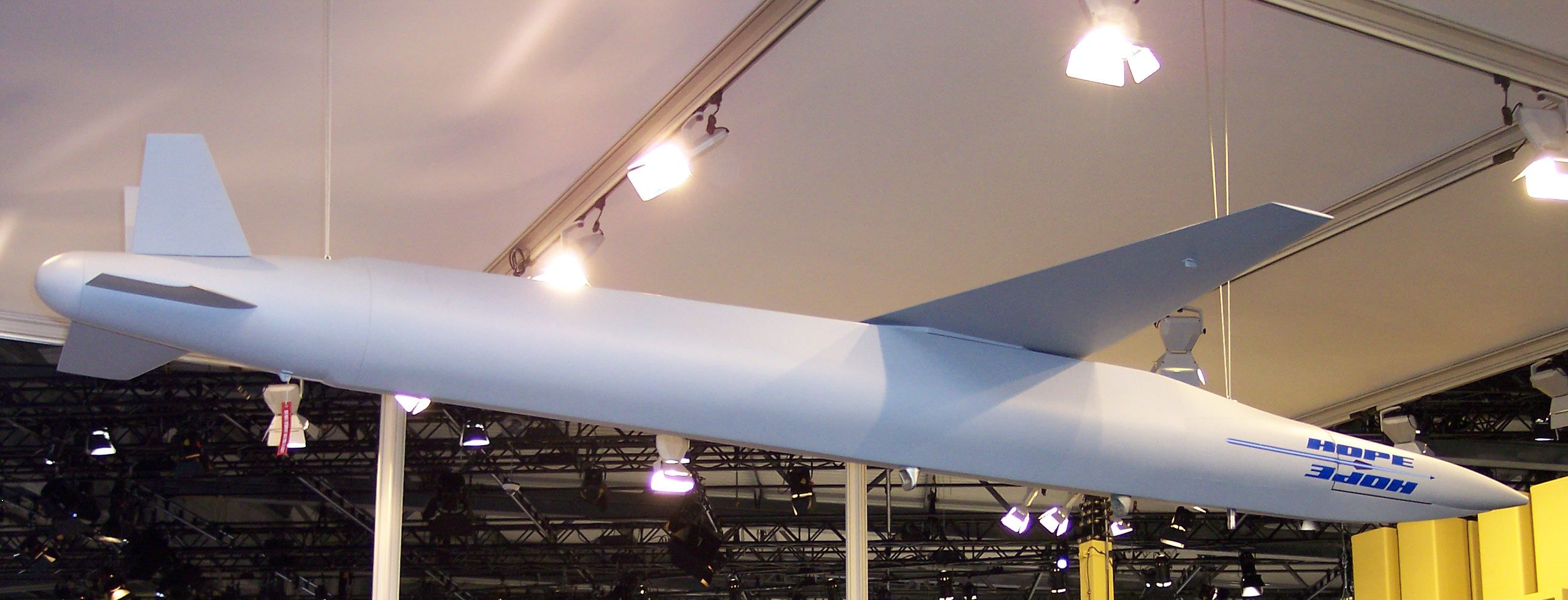
HOPE
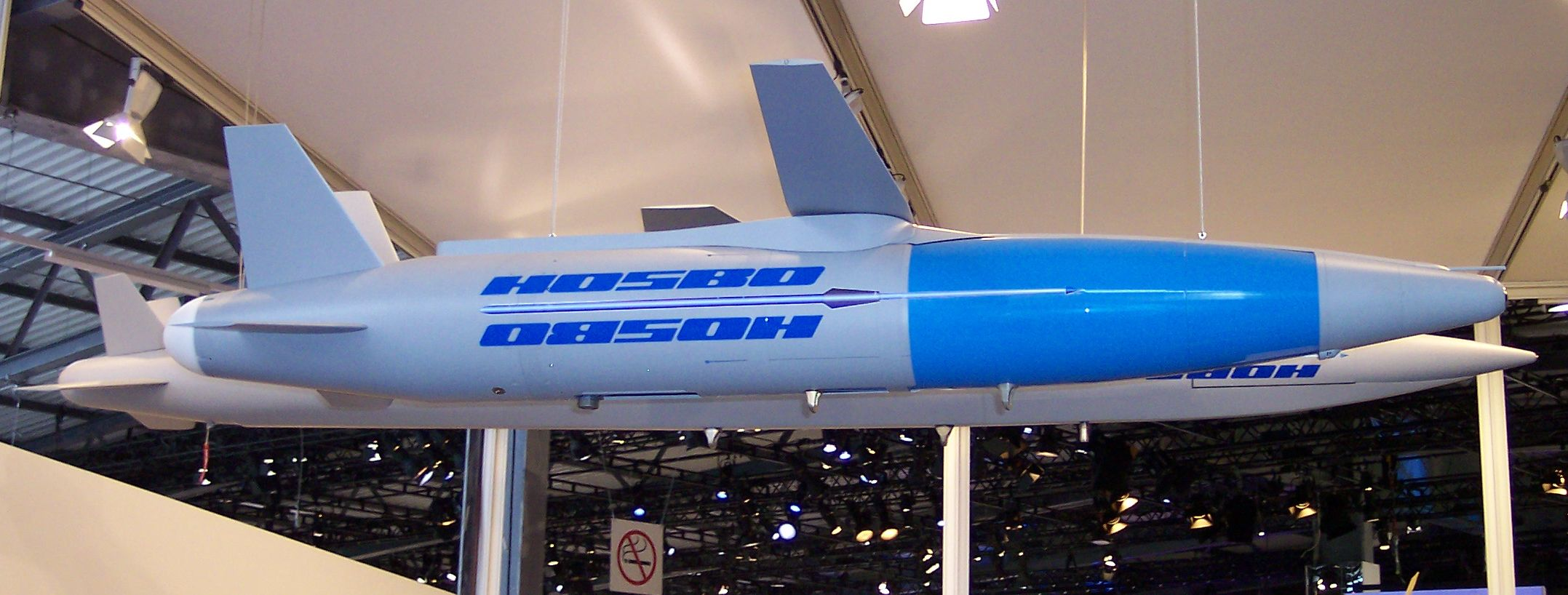
HOSBO
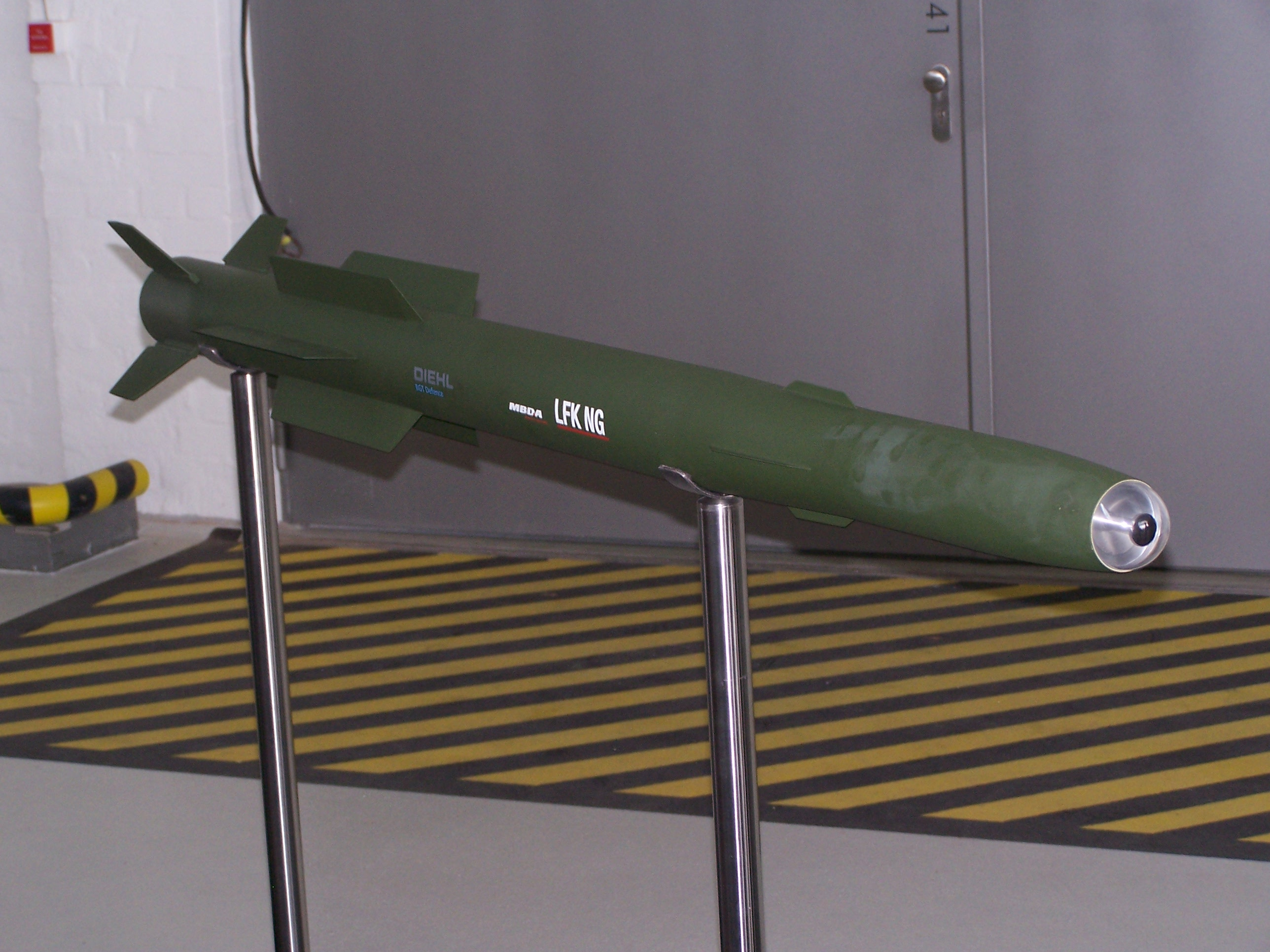
LFK NG
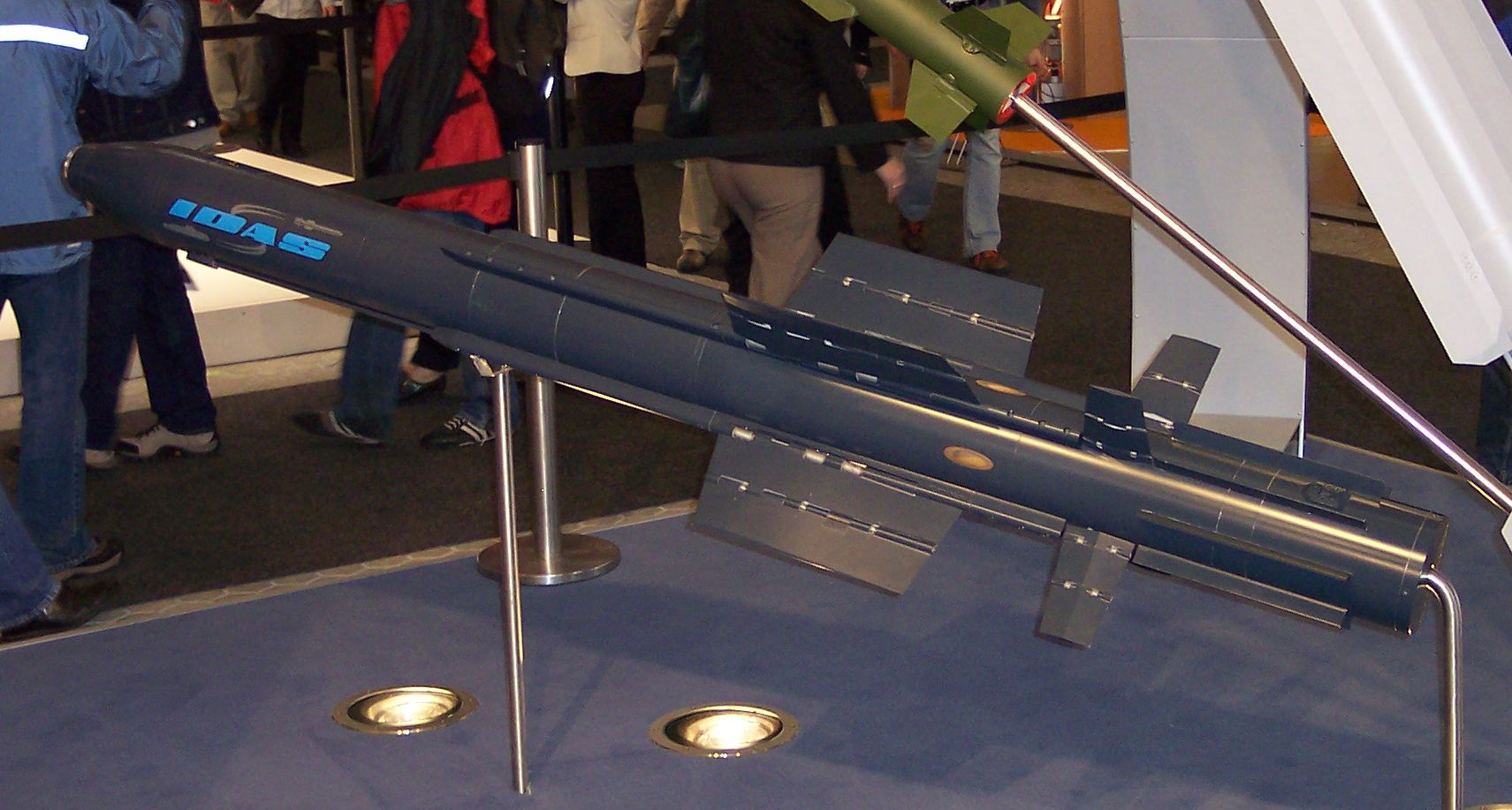
Модель IDAS на выставке ILA 2006
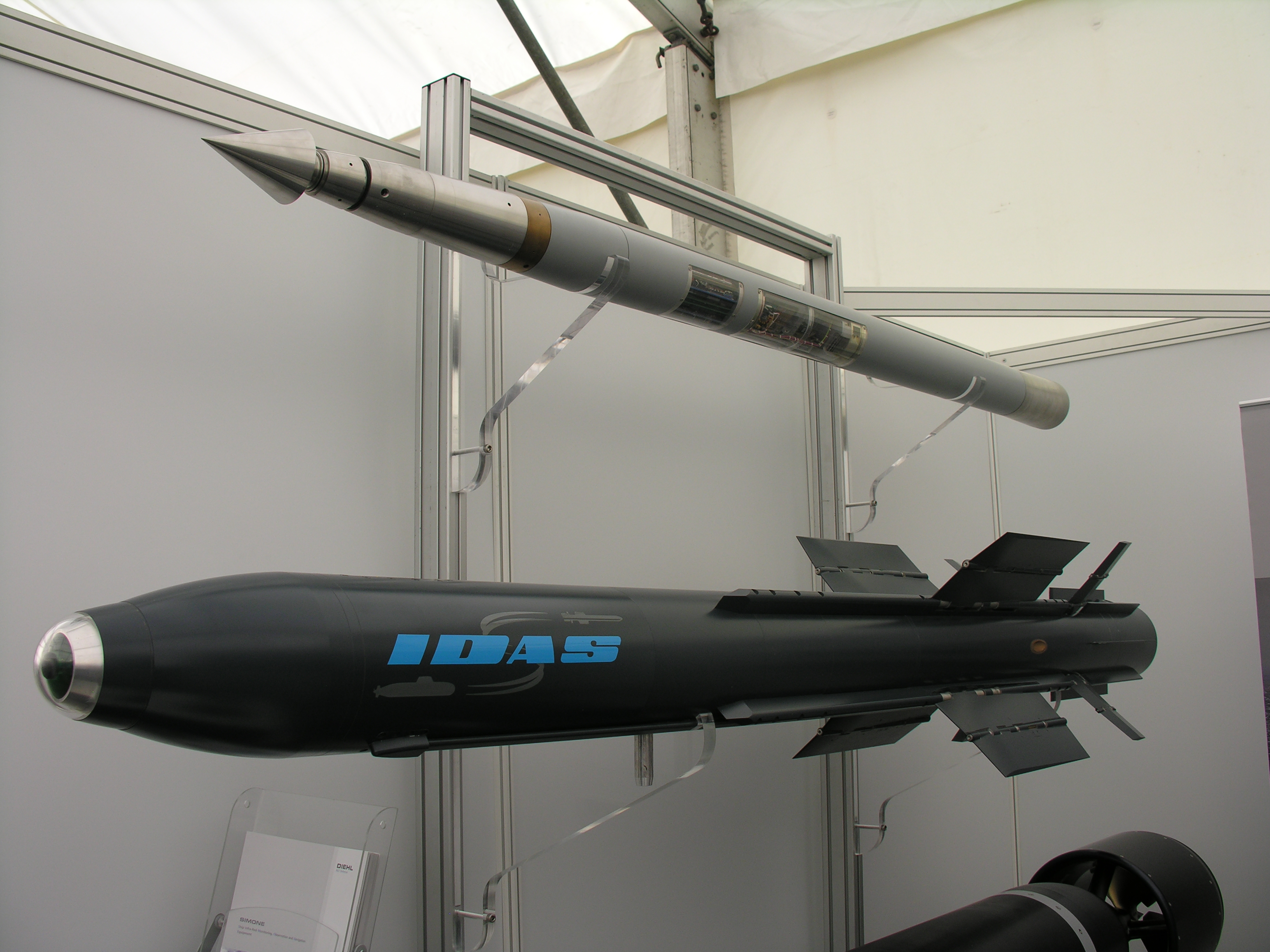
Ракета подводного старта IDAS и подводная ракета Барракуда на выставке TechDemo'08, 2008
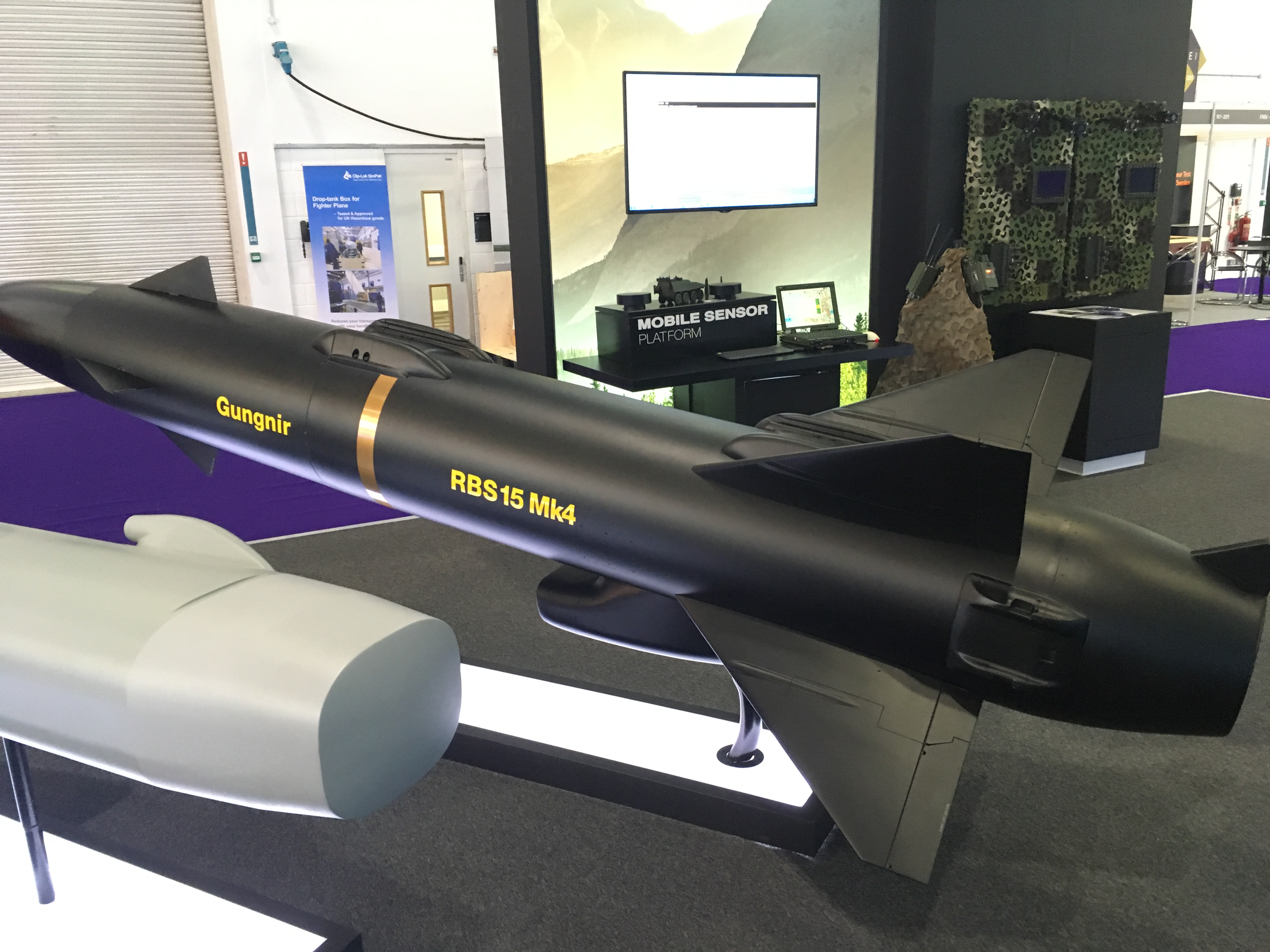
RBS-15 Mk4 на DSEI 2019
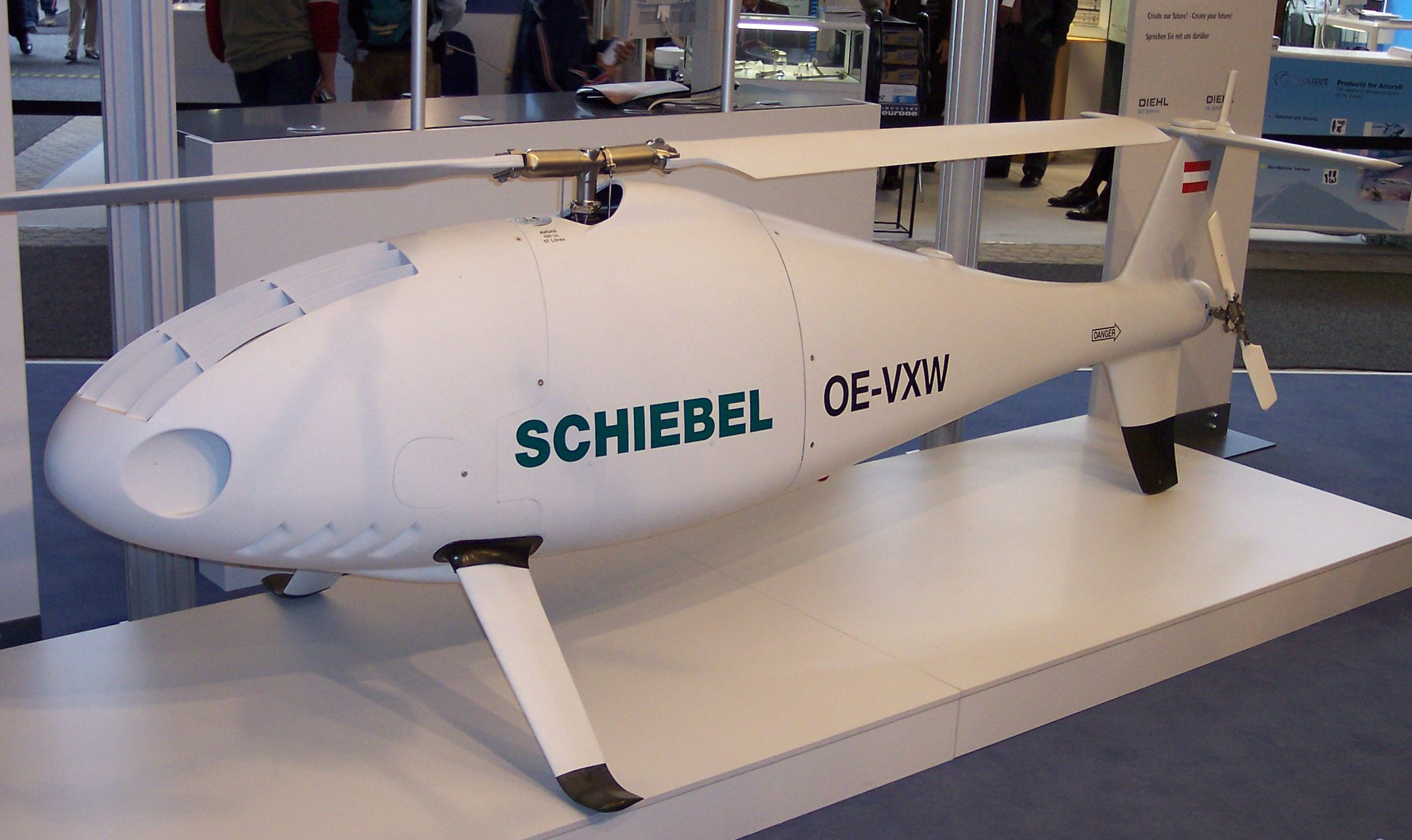
Camcopter S-100